# Rheinpark Stadion

Rheinpark Stadion i Vaduz är Liechtensteins nationalareana för fotboll. Den används även för den lokala fotbollsklubben FC Vaduz.
Stadion invigdes 1998 och har kapacitet för 6 078 åskådare.